# Hassan Moustafa
Hassan Moustafa (arabisch حسن مصطفى, DMG Ḥasan Muṣṭafā; * 28. Juli 1944 in Kairo, Königreich Ägypten) ist ein Handballfunktionär und ehemaliger Handballspieler. Er ist seit dem Jahr 2000 Präsident der Internationalen Handballföderation (IHF).

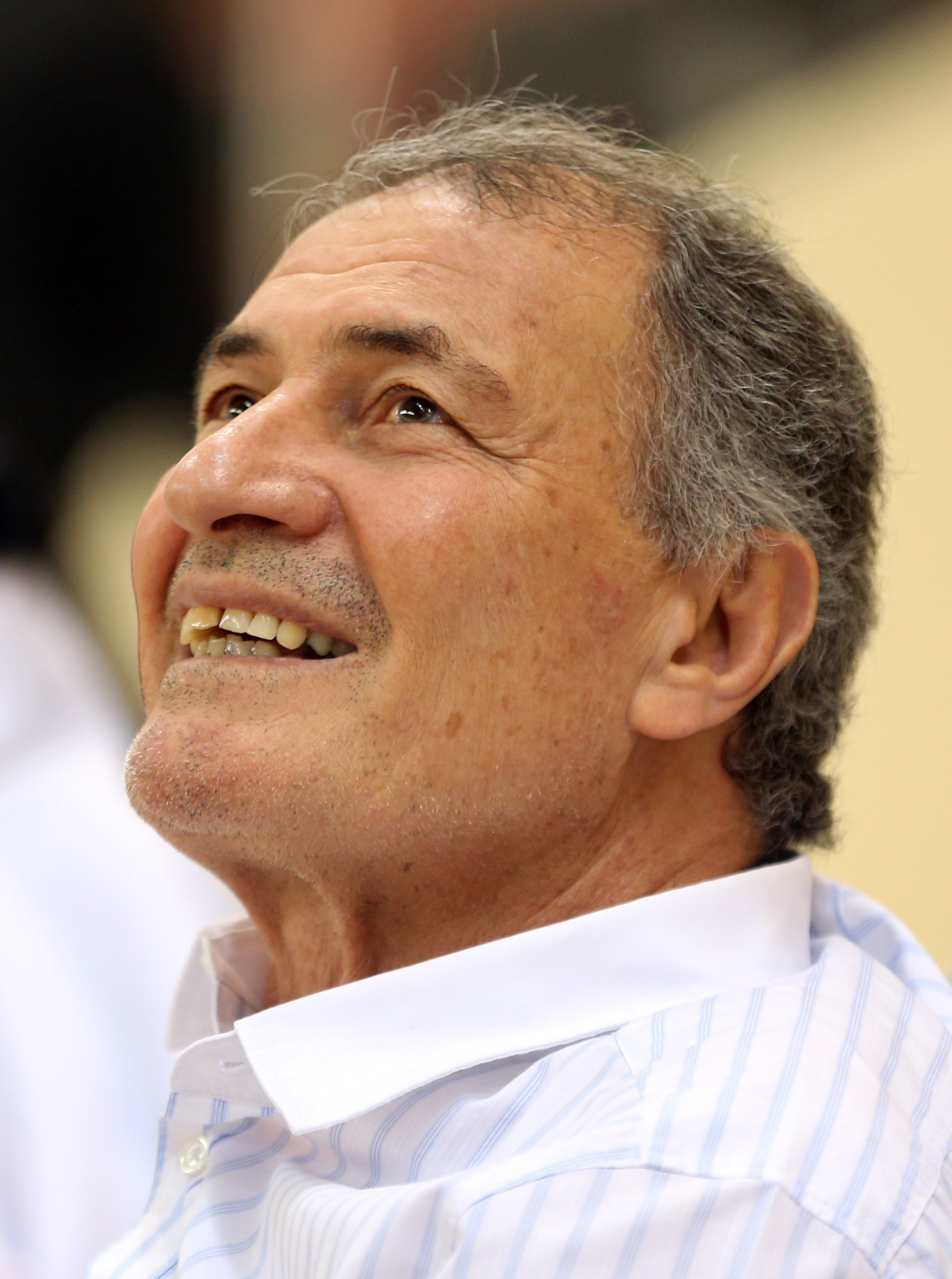
Hassan Moustafa (2013)

Er spielte elf Jahre lang Handball für den ägyptischen Klub al Ahly und stand im Aufgebot der ägyptischen Nationalmannschaft. Zehn Jahre war er als Handballtrainer tätig.
Er war Präsident der ägyptischen Handballföderation und Chef des Organisationskomitees der Weltmeisterschaft 1999, bevor er Ende November 2000 beim IHF-Kongress in Estoril zum Präsidenten der IHF gewählt wurde. 2004 wurde er erneut zum Präsidenten der IHF gewählt. Im Juni 2009 wurde er in Kairo für weitere vier Jahre wiedergewählt; 115 Mitglieder der IHF stimmten für ihn, 25 für seinen Gegenkandidaten Jean Kaiser. 2013 wurde er für vier Jahre ohne Gegenkandidat wiedergewählt. Auch in den Jahren 2017 und 2021 wurde Moustafa jeweils wiedergewählt.
Gegen Moustafa ermittelte die Staatsanwaltschaft Basel-Stadt wegen des Verdachts der Untreue. Kritisiert wird Moustafa auch aufgrund seiner Beteiligung (durch CAS bestätigt) an verschiedenen Spielmanipulationen im Rahmen der Olympiaqualifikation 2008 in Asien.
Moustafa studierte Sportwissenschaften in Leipzig.